# Constantin Constantinescu Mircești
Constantin Constantinescu Mircești (n. 1900, Mircești, Vrancea – d. 1985, București) a fost un istoric și sociolog român.

## Scrieri
- Documente Vrâncene 1-Cărți Domnești, Hotărnicii, Răvașe și Izvoade (1929)
- Un Sat Dobrogean. Ezibei (1939)
- Hotarul dintre Moldova și Țara Românească
- Marele proces al Vrancei
- Păstoritul transhumant și implicațiile în Transilvania și Țara Românească în secolele XVIII-XIX
- Vrancea arhaică, evoluția și problemele  ei